# Józef Chociszewski

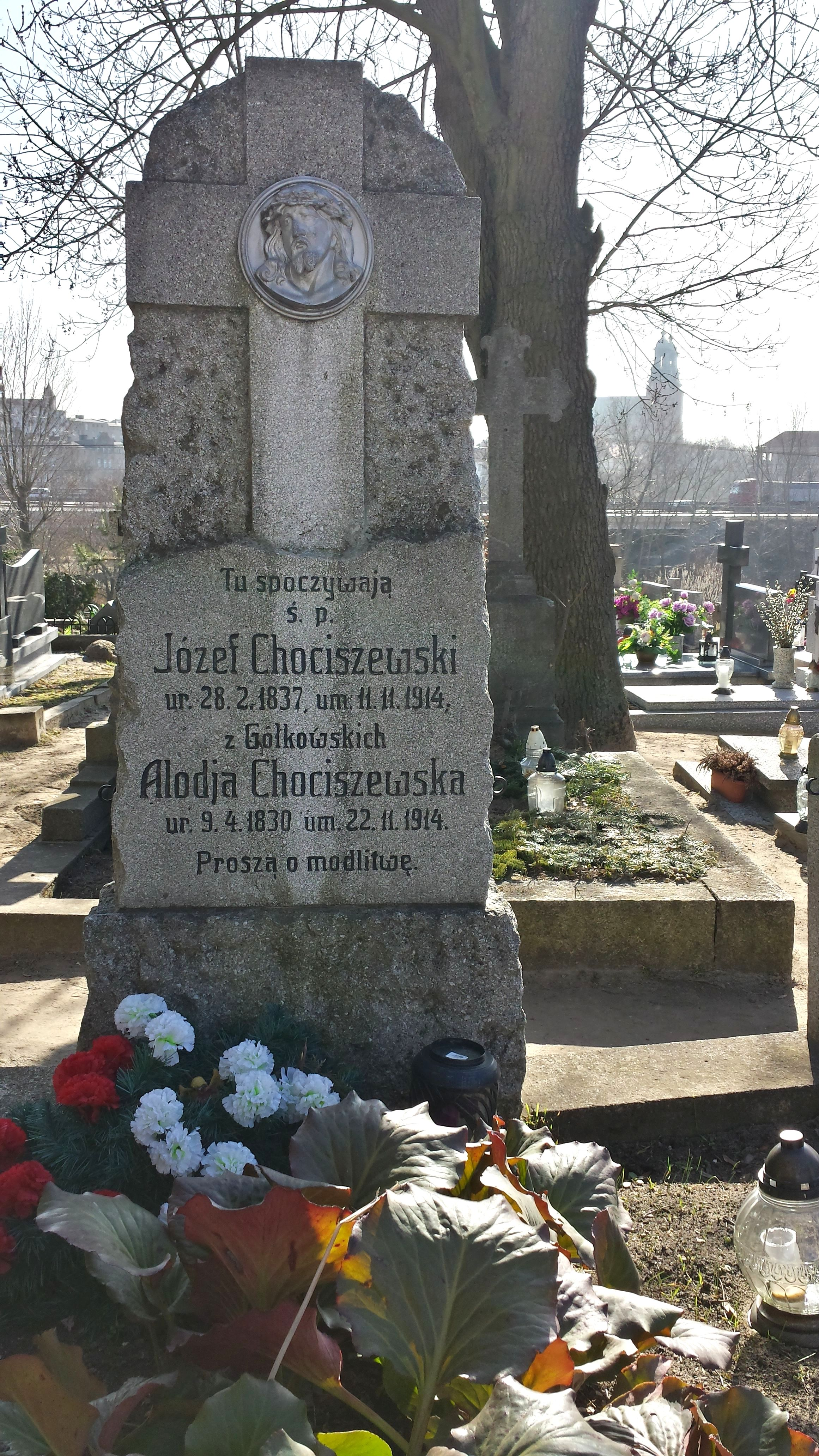
Grób Józefa i Alodji Chociszewskich na cmentarzu św. Krzyża w Gnieźnie

Józef Chociszewski (ur. 28 lutego 1837 w Chełście (ówczesny powiat czarnkowski), zm. 11 listopada 1914 w Gnieźnie) – polski redaktor, wydawca, pisarz ludowy, działacz narodowy.

## Życiorys
Był synem Jakuba Chociszewskiego nauczyciela ludowego z Czeszewa i Marii z Dymków. W latach 1849–1858 uczył się w gimnazjum w Trzemesznie, gdzie organizował tajne kółka samokształceniowe – był członkiem Towarzystwa Tomasza Zana. Działalność publicystyczną rozpoczął w 1859 w „Dzienniku Poznańskim”. W latach 1861–1862 redagował „Gwiazdkę Cieszyńską”. Po wysiedleniu z terytorium austriackiego osiadł w Chełmnie. Prowadził księgarnię polską (1868-1871), wydawał kalendarze, pisma, m.in.: „Katolik” (1868, w 1869 odstąpiony Karolowi Miarce), „Piast” (1867-1869), „Przegląd Słowiański”, „Staszic”; redagował czasopisma: „Nadwiślanin” (1862-1863, 1867), „Przyjaciel Ludu” (1862-1863), „Wielkopolanin”, „Przyjaciel Dzieci” (1867-1868), „Dzwon Wielkopolski” (1878), „Lech” (1878-1879), „Przegląd Słowiański”, „Staszic”, „Pobudka do Szerzenia Wstrzemięźliwości”, „Dziennik Kujawski” (1893-1895, Inowrocław), był redaktorem naczelnym w „Gazecie Gnieźnieńskiej” (od 1895).
Autor wielu popularnych książek, utworów teatralnych i artykułów (ok. 300 pozycji), księgarz i wydawca książek popularnych z zakresu historii i literatury polskiej („Dzieje narodu polskiego dla dzieci i młodzieży” - 9 wydań, w tym 1 w Chicago; „Mała historia Polski dla dzieci i młodzieży z obrazkami” - 17 wydań, „Sobieski pod Wiedniem” - 20 wydań o łącznym nakładzie 100 tys. egzemplarzy). Prowadził ożywioną działalność społeczną jako organizator wielu stowarzyszeń kulturalno-oświatowych. Był wielokrotnie więziony i karany przez władze pruskie. Zmarł 11 listopada 1914 roku w Gnieźnie. Został pochowany na cmentarzu św. Krzyża w Gnieźnie.
Ogółem autor ok. 300 pozycji o łącznym nakładzie kilku milionów egzemplarzy. Jego książki były najważniejszymi podręcznikami nauki historii Polski w zaborze pruskim, na Śląsku i na emigracji do czasu odzyskania niepodległości.

## Wybrane prace
- Historia Polski
- Malowniczy opis Polski czyli geografia ojczystego kraju (1894)[7]
- Podręcznik geografii Ojczystej[8]
- Dzieje narodu polskiego[9]
- Sobieski pod Wiedniem (1883)[10]
- Ilustrowane dzieje porozbiorowe Polski od roku 1791-1864 (1887)[11]
- Historia polska w pięknych przykładach przedstawiona (1893)
- Piosennik. Jutrzenki (1892)
- Powieści i podania ludowe
- Książka dla ludu[12][13]
- Pielgrzymka do ważniejszych miejsc w ziemiach polskich (1882)[14]
- Bogarodzica na Jasnej Górze 1883
- Bukiet pieśni światowych[15]
- Księga sybilińska o przyszłości (1895)[16]
- Historya i geografia Polski w króciuchnym zarysie dla dzieci polskich (1901)
- Piśmiennictwo polskie oraz życiorysy naszych znakomitszych pisarzy (1912)

Pochowany na Cmentarzu św. Krzyża w Gnieźnie.

## Literatura dodatkowa
- Walerian Sobkowiak: Chociszewski Józef. W: Polski Słownik Biograficzny. T. 3: Brożek Jan – Chwalczewski Franciszek. Kraków: Polska Akademia Umiejętności – Skład Główny w Księgarniach Gebethnera i Wolffa, 1937, s. 345–347. Reprint: Zakład Narodowy im. Ossolińskich, Kraków 1989, ISBN 83-04-03291-0
- Walerian Sobkowiak Józef Chociszewski (1837-1914). wbc.poznan.pl. [zarchiwizowane z tego adresu (2017-08-24)]. Gniezdno 1937